# Замбийско-намибийские отношения
Замбийско-намибийские отношения — двусторонние дипломатические отношения между Замбией и Намибией. Протяжённость государственной границы между странами составляет 244 км.

## История
26 ноября 1990 года страны установили официальные дипломатические отношения, после того как Намибия стала независимой от Южно-Африканской Республики. Между Замбией и Намибией сложились дружеские отношения. Президент Намибии Хаге Готтфрид Гейнгоб был активистом партии Организация народов Юго-Западной Африки (которая боролась за предоставление Намибии независимости от ЮАР) и долгие годы жил в изгнании в Лусаке. 18 июня 2014 года верховный комиссар Намибии в Замбии Леонард Намбаху сделал заявление, что намибийское правительство довольно уровнем двусторонних отношений с Замбией, а также готово расширять экономические связи с этой страной.

## Торговля
C 2004 по 2006 год товарооборот между странами вырос с 15,1 до 17,2 млн долларов США, с торговым балансом в пользу Замбии.
В марте 2008 года Замбия начала поставлять электроэнергию в Намибию. В 2017 году в университетах Замбии обучалось 213 намибийских студентов.